# 41740 Yuenkwokyung
41740 Yuenkwokyung este o planetă minoră (asteroid) din centura de asteroizi. A fost descoperită pe 1 noiembrie 2000 la Desert Beaver Observatory⁠(d) de William Kwong Yu Yeung. 
Obiectul prezintă o orbită caracterizată de o semiaxă mare de 2,2078257483497 UAi, o excentricitate de 0,08, o înclinație de 4,7 ° în raport cu ecliptica.